# لادینگتون، واریک‌شر
لادینگتون (به انگلیسی: Luddington) یک روستا و محله مدنی در بریتانیا است که در Stratford-on-Avon واقع شده‌است. لادینگتون ۴۵۷ نفر جمعیت دارد.